# Alternanthera
Alternanthera és un gènere de plantes amarantàcies amb aproximadament 80 espècies. Té una distribució cosmopolita.
Diverses de les seves espècies són aquàtiques que, de vegades, es planten als aquaris (A. bettzichiana, A. reineckii, A. reineckii var. lilacina, A. reineckii var. roseafolia, A. reineckii var. rubra), però la majoria són terrestres i tenen estolons. Les seves fulles són simples i verticil·lades. Les flors són petites de color blanc o groc.
L'espècie Alternanthera philoxeroides esta considerada com a invasora a la Unió Europea.

## Algunes espècies
- Alternanthera amoena
- Alternanthera brasiliana (L.) Kuntze
- Alternanthera caracasana Kunth
- Alternanthera crucis Bold.
- Alternanthera dentata R.E.Fr.
- Alternanthera echinocephala (Hook.f.) Christoph.
- Alternanthera flavescens Kunth
- Alternanthera flavogrisea Urb.
- Alternanthera hassleriana Chodat
- Alternanthera helleri (B.L. Rob.) J.T. Howell
- Alternanthera littoralis P.Beauv.
- Alternanthera maritima (Mart.) A.St.-Hil.
- Alternanthera nodiflora R.Br.
- Alternanthera paronichyoides A.St.-Hil.
- Alternanthera philoxeroides (Mart.) Griseb.
- Alternanthera pungens Kunth
- Alternanthera reineckii Briq.
- Alternanthera sessilis (L.) DC.
- Alternanthera sissoo
- Alternanthera tenella Colla
- Alternanthera versicolor R.Br.

## Galeria

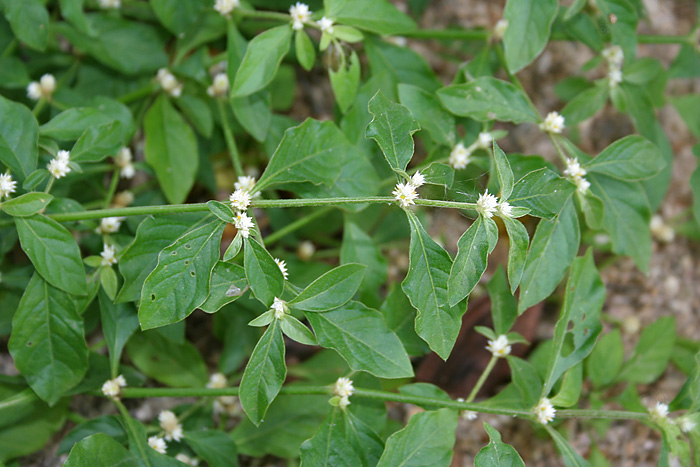
Alternanthera ficoidea
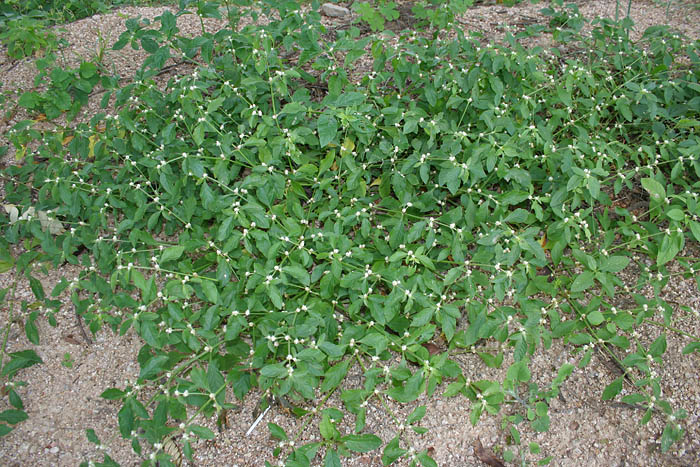
Alternanthera ficoidea.
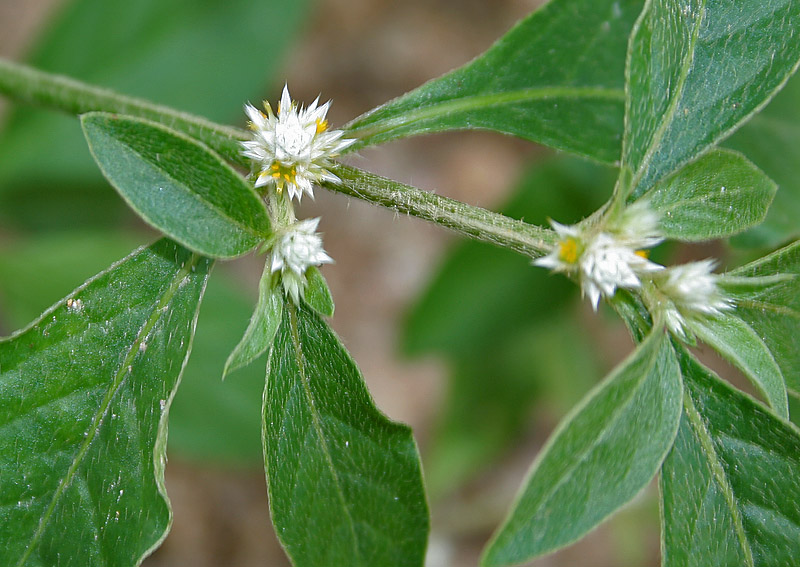
Alternanthera ficoidea.
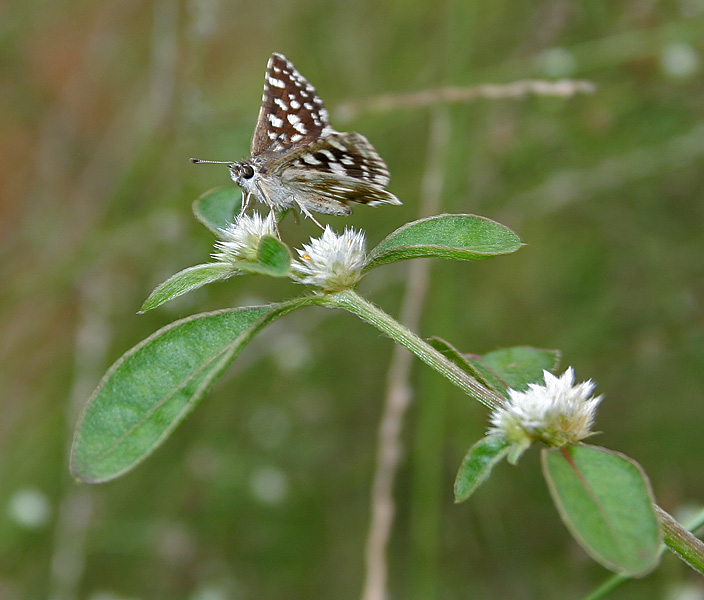
Spialia galba sobre Alternanthera ficoidea